# Allomacrus subtilis
Allomacrus subtilis är en stekelart som beskrevs av Humala 2002. Allomacrus subtilis ingår i släktet Allomacrus och familjen brokparasitsteklar. Arten är reproducerande i Sverige. Inga underarter finns listade i Catalogue of Life.